# St. Veit (Kriebitzsch)

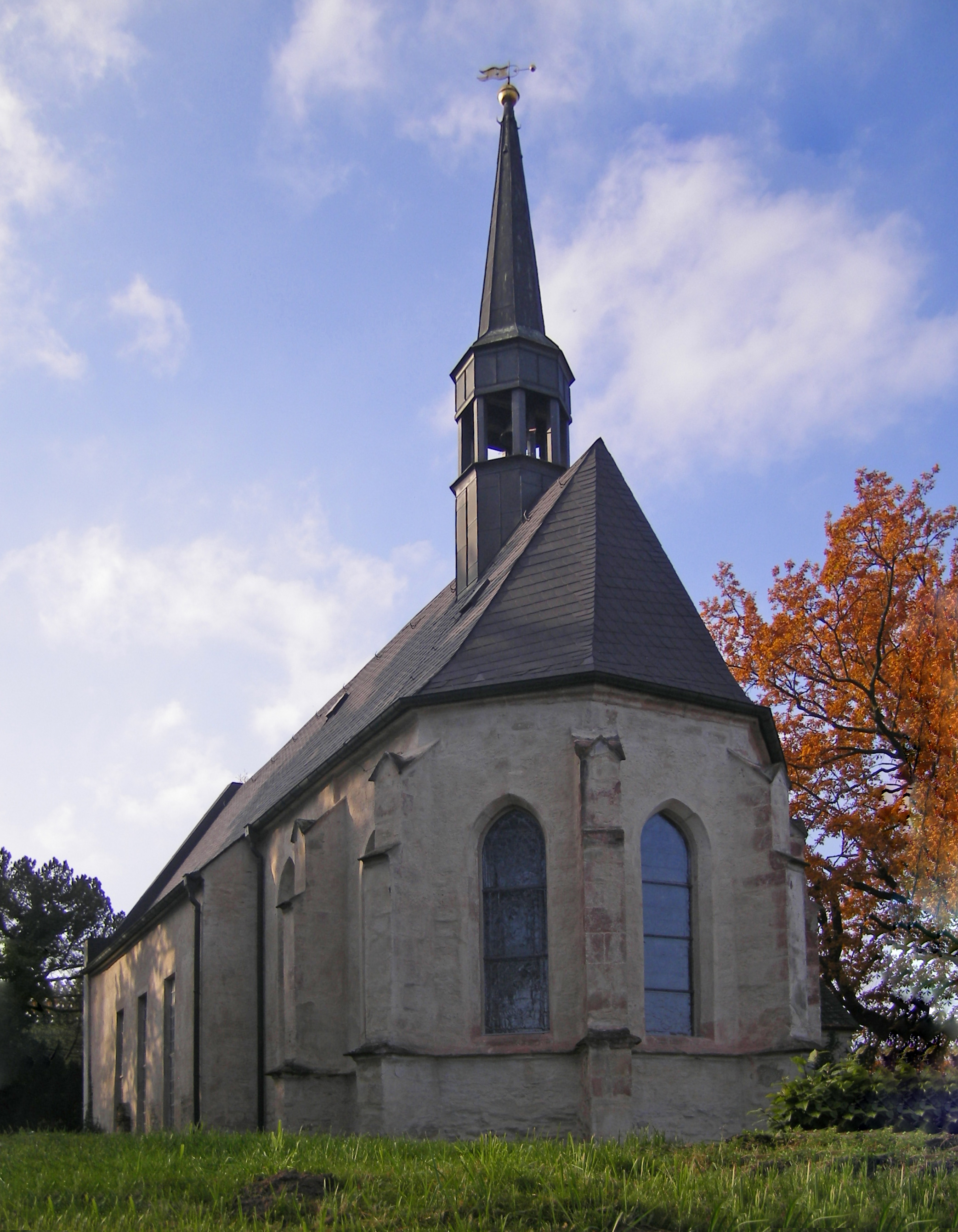
Die St.-Veit-Kirche

Die evangelisch-lutherische Kirche St. Veit steht in der Gemeinde Kriebitzsch im Landkreis Altenburger Land in Thüringen. Sie gehört zur Evangelisch-Lutherischen Kirchgemeinde Rositz im Kirchenkreis Altenburger Land der Evangelischen Kirche in Mitteldeutschland.

## Geschichte
Kaiser Friedrich Barbarossa (1122–1190) veranlasste den Bau einer ersten Kirche in Kriebitzsch. Sie wurde 1216 von Kaiser Friedrich II. dem Kloster Posa übereignet.

## Beschreibung
Die romanische Saalkirche hat ein Satteldach mit einem Dachreiter. Sie hat einen eingezogenen Chor, der 1322 durch ein fünfseitiges Polygon erweitert wurde. Der Chor erhielt 1524 Strebepfeiler und im Innern ein Gewölbe. Spätere Umbauten fanden 1673 am Chor statt. 1836 wurde das spätgotische Gewölbe im Chor abgebrochen. 1846 wurde die mittelalterliche Sakristei an der Nordseite des Chors verändert. 1872/73 wurde die Kirche instand gesetzt und die Kirchenausstattung erneuert.